# Tre Valli Varesine 1949
La Tre Valli Varesine 1949, ventinovesima edizione della corsa, si svolse il 16 ottobre 1949 su un percorso di 215 km. La vittoria fu appannaggio dell'italiano Nedo Logli, che completò il percorso in 5h48'51", precedendo i connazionali Vittorio Seghezzi e Renzo Zanazzi.

## Ordine d'arrivo (Top 10)
| Pos. | Corridore         | Squadra         | Tempo    |
| ---- | ----------------- | --------------- | -------- |
| 1    | Nedo Logli        | Arbos           | 5h48'51" |
| 2    | Vittorio Seghezzi | Lygie           | ?        |
| 3    | Renzo Zanazzi     | Viscontea       | ?        |
| 4    | Aldo Tosi         | Ganna           | ?        |
| 5    | Antonio Covolo    | Fréjus          | ?        |
| 6    | Pino Cerami       | Peugeot         | ?        |
| 7    | Pietro Giudici    | Cimatti         | ?        |
| 8    | Donato Zampini    | Legnano-Pirelli | ?        |
| 9    | Alfredo Pasotti   | Benotto-Superga | ?        |
| 10   | Pasquale Fornara  | Legnano-Pirelli | ?        |